# Lychas rugosus
Espèce
Synonymes
- Archisometrus rugosus Pocock, 1897

Lychas rugosus est une espèce de scorpions de la famille des Buthidae.

## Distribution
Cette espèce est endémique d'Inde. Elle se rencontre au Chhattisgarh et au Maharashtra.

## Description
Le mâle holotype mesure 21,8 mm.

## Systématique et taxinomie
Cette espèce a été décrite sous le protonyme Archisometrus rugosus par Pocock en 1897. Elle est placée dans le genre Lychas par Pocock en 1900.

## Publication originale
- Pocock, 1897 : « Descriptions of some new species of Scorpions from India. » Journal of the Bombay Natural History Society, vol. 11, p. 102-117 (texte intégral).